# 圣西蒙 (洛特省)
圣西蒙（法語：Saint-Simon，法語發音：[sɛ̃ simɔ̃]）是法国洛特省的一个市镇，位于该省东部，属于菲雅克区。

## 地理
圣西蒙（44°41'54"N, 1°50'42"E）面积9.26 平方千米，位于法国奧克西塔尼大區洛特省，该省份为法国西南部内陆省份，北起顺时针与科雷兹省、康塔爾省、阿韦龙省、塔恩-加龙省、洛特-加龍省和多尔多涅省接壤。
与圣西蒙接壤的市镇（或旧市镇、城区）包括：迪尔邦、弗洛雅克加尔、利韦农、索纳克、泰米讷、泰米内特。

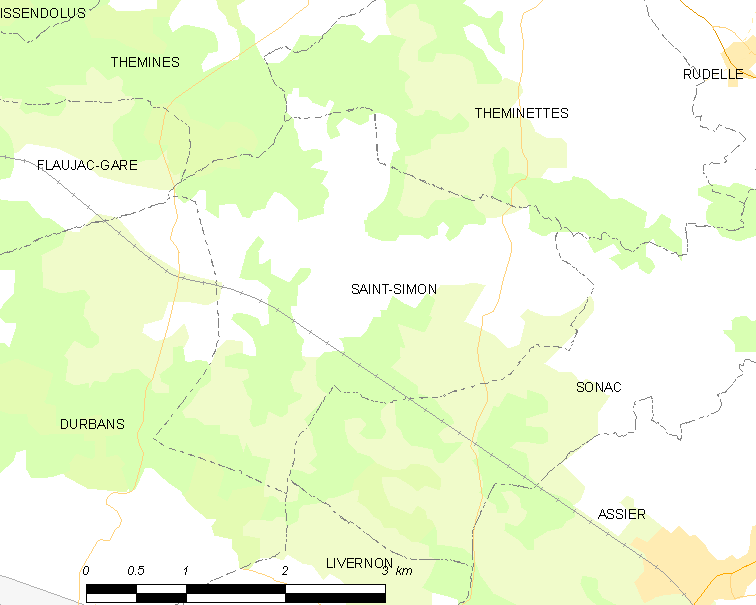
的OSM定位图

圣西蒙的时区为UTC+01:00、UTC+02:00（夏令时）。

## 行政
圣西蒙的邮政编码为46320，INSEE市镇编码为46292。

## 政治
圣西蒙所属的省级选区为拉卡佩勒马里瓦勒县。

## 人口

1962-2008年间人口变化图示

圣西蒙于2022年1月1日时的人口数量为194人。